# Ann Hearn
Ann Hearn (Griffin, Georgia, Estados Unidos; 27 de junio de 1953) es una actriz, directora y productora estadounidense. Es conocida por sus papeles en las películas The Accused, Lorenzo's Oil y Omen IV: The Awakening.

## Carrera
Comenzó su carrera en 1982 con el nombre de Ann Trussell en la película de terror Time Walker, con dirección de Tom Kennedy, protagonizada por Ben Murphy y Nina Axelrod. Actriz de reparto dramática intervino en varias películas como Acusados (1988) junto a Jodie Foster y Kelly McGillis; Un milagro para Lorenzo (1992) con Nick Nolte y Susan Sarandon; My Father the Hero (1994) con Gérard Depardieu; y la última entrega de la cinta de terror de culto  La profecía 4: El renacer, con Faye Grant y Asia Vieira, en el papel de la niñera víctima de Delia Thorn, hija del anticristo Damien Thorn.
Trabajó con grandes artistas de la talla de Rosanna Arquette, Eric Roberts, Cheryl Ladd, Bruce Willis, Cybill Shepherd, Ed O'Neill, Richard Thomas, Sally Field, Angela Lansbury, Kathy Bates, Martin Sheen, entre muchos otros.
Intervino en numerosas series televisivas como Hospital, Designing Women, Cagney y Lacey, Moonlighting, Evening Shade, Crisis Center, La juez Amy, Days of Our Lives, Rizzoli & Isles, You'll Be Fine y Strange Nature.
Como directora trabajó en los cortometrajes Shelf Life y  Dream Flight, ambos en el 2018. Mientras que como productora ejecutiva intervino en el corto Cindy's New Boyfriend

## Vida privada
Está casada con el reconocido actor Stephen Tobolowsky desde el 27 de diciembre de 1988 con quien tuvo dos hijos.

## Filmografía
- 2018: Strange Nature como Recepcionista
- 2004: Debating Robert Lee como Señora Russel
- 2003: Frankie and Johnny Are Married como Constance
- 1996: Sticks & Stones como Mamá de la boca
- 1996: The War at Home como la Profesora Tracey
- 1995: Death in Small Doses (para televisión)
- 1994: My Father the Hero como Stella
- 1993: Josh y Sam como Profesora
- 1993: Born Yesterday como Sra. Banks
- 1992: Lorenzo's Oil como Loretta Muscatine
- 1991: Dutch
- 1991: Omen IV: The Awakening (para televisión) como Jo Thueson
- 1990: Mirror Mirror Sra. Perlili
- 1989: The Final Days como Julie Nixon Eisenhower
- 1988: 'The Acussed como Sally Fraser
- 1988: Two Idiots in Hollywood como Morris Franklin / Chica en habitación
- 1988: Why on Earth? (para televisión) como Lily
- 1987: Deadly Care (para televisión) como Suze
- 1986: Nobody's Fool como Linda
- 1984: The Dollmaker (para televisión) como Max
- 1982: Time Walker como Coed #4

## Televisión
- 2018: Strange Angel como Mujer exasperada
- 2015: You'll Be Fine como Shannon Smothers
- 2014: Rizzoli & Isles como Chelsea Rothsburgher
- 2010: Big Love
- 2008: Numb3rs como la Madre de Kevin
- 2007: Days of Our Lives como Sra. Granger
- 1999: La juez Amy como Paula Mitchell
- 1997: Crisis Center como Emily
- 1997: Urgencias como Shelly Dunleavy
- 1996: The Client como Helen Denton
- 1995: A Woman of Independent Means como Lydia
- 1994/1995: Murder, She Wrote como Peggy Evans / Connie Anderson
- 1990/1993: Evening Shade
- 1992: Jack's Place como Amanda
- 1990: His & Hers como Nora
- 1990: A Different World como Manager
- 1989: Designing Women como Amy Betz
- 1987: Moonlighting como Margaret Kendall
- 1986: Cagney y Lacey como Iris Redfern
- 1985: Hospital como Andrea Fordham